# 自助结帐系统

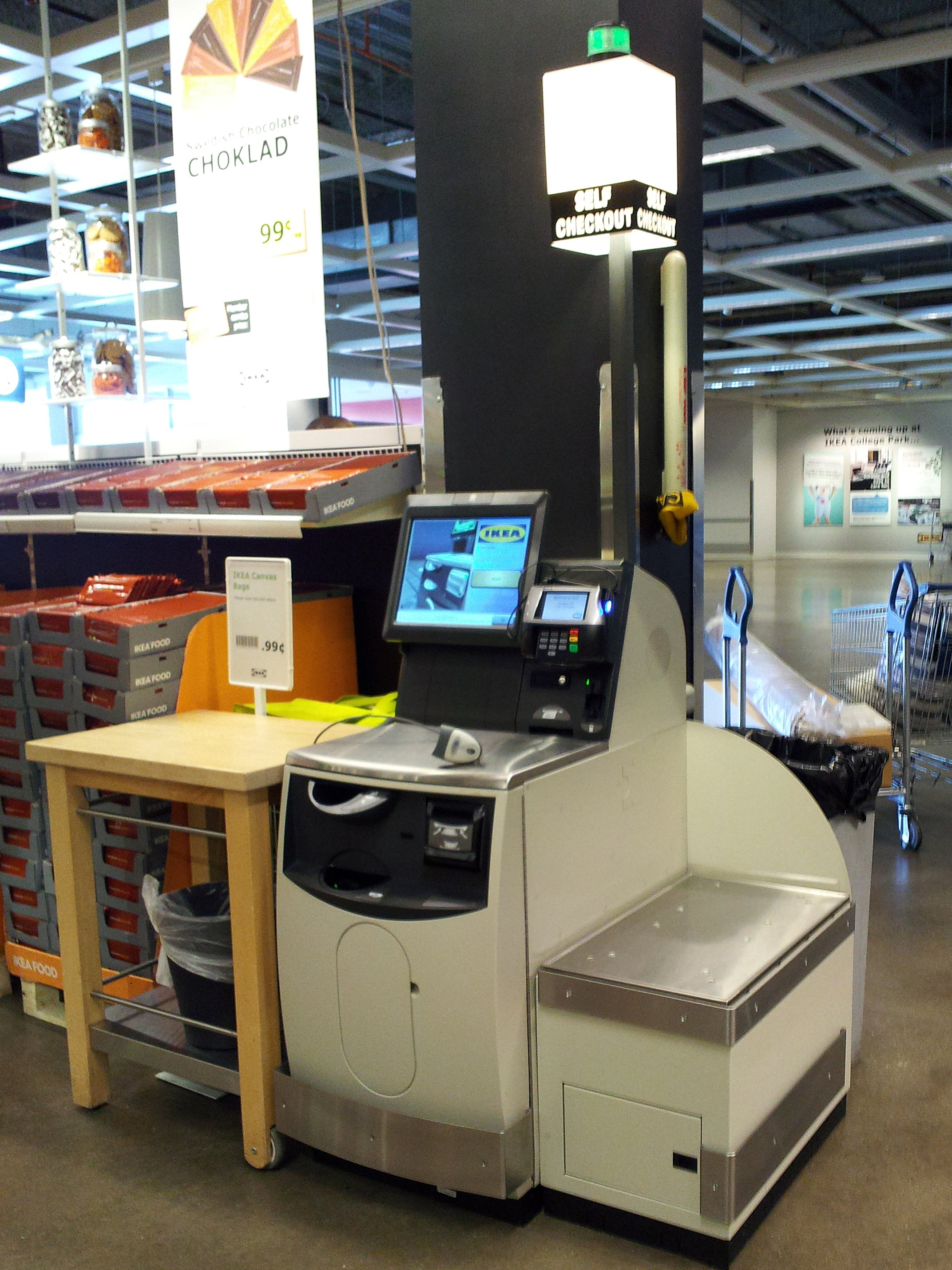
位於宜家家居的一台NCR快线自助结帐系统

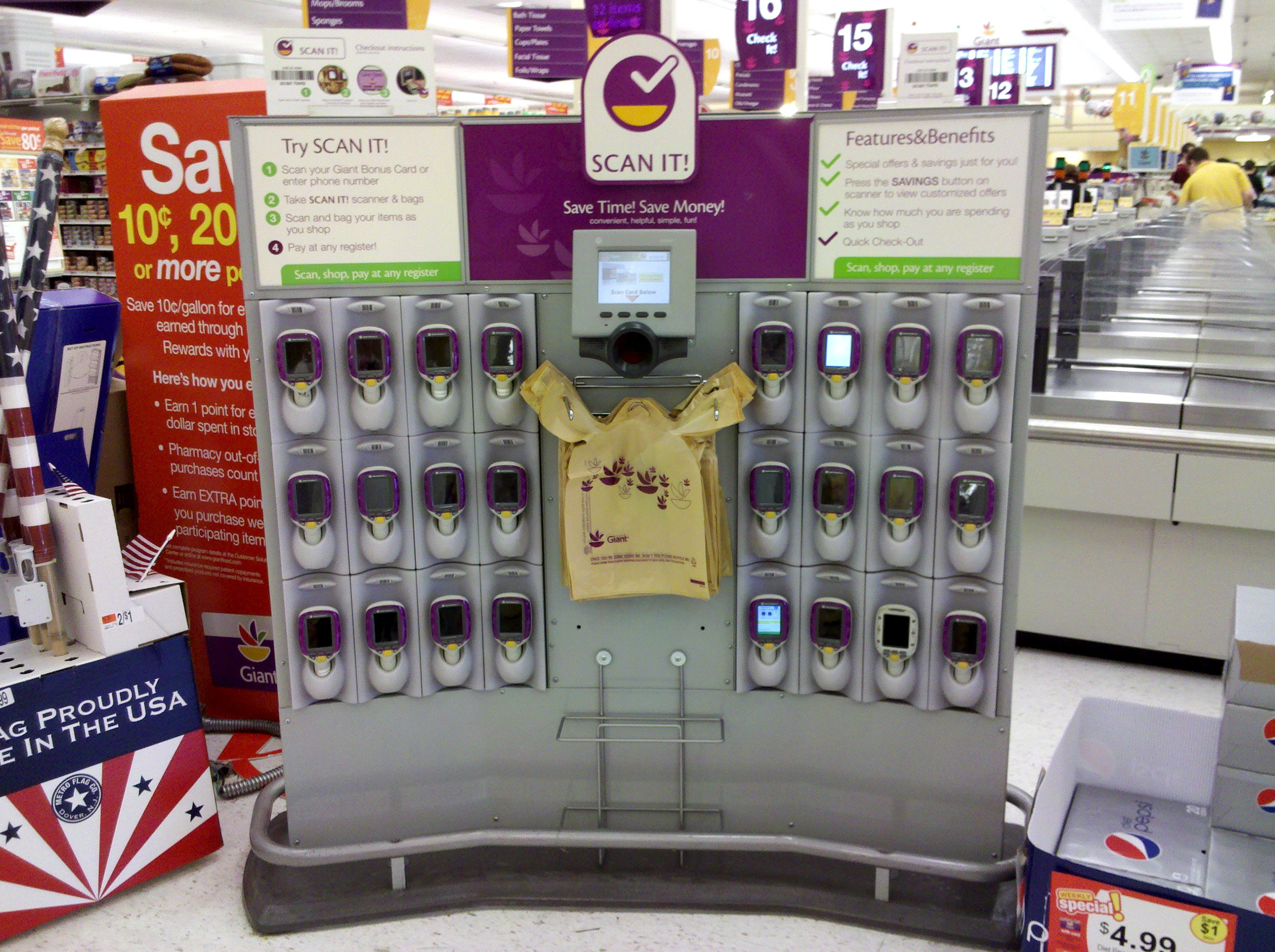
「扫描它」機器

自助结帐系统（英文：Self-checkout）是一部讓顧客在零售商店結帳時，無需經由店員操作的機器，可用來替代或並存传统收銀員及銷售時點情報系統（POS）。自助结帐系统已經被大規模地設置在杂货店和其他大型商场裡。截至2008年年底，全球總共有92,600部自助结帐系统。根據估計，於2014年，全球將會有430,000部自助结帐系统。
部分自助结帐系统可以使用重量偵測、圖像辨識、RFID標籤的技術方法，自動偵測商品的數量與品項等相關內容，例如生鮮食品，以取代以往讓顧客自己選擇品項，考驗顧客誠實度的設計。

## 描述
傳統上，使用自助结帐系统的顧客，需要自行掃描產品的条码，並且要手动輸入或選擇一些如生鮮食品等無条码產品，並且將這些產品放在系统的秤重器上，以便自助结帐系统計算價錢。自助结帐系统亦會在顯示屏上顯示出價格、重量等產品資料，以便顧客核對。
一部份自助结帐系统則擁有一條皮带输送帶，並且會將顧客放上输送帶的產品自動傳送至掃描器。而這個输送帶亦同時是量重器，會在顧客將蔬果放在输送帶上秤重量並計算價錢。通常情况下，幾個放在一起的自助结帐系统附近都會有一位職員，以協助顧客使用系统及預防顧客偷取產品。另外，這些職員亦會監察會否有未滿18歲的顧客購買年齡限制的產品。自助结帐系统可以接受的付款方式包括：信用卡、借记卡、現鈔、儲值卡和現金券。

## 優點

### 顧客
在顧客方面，顧客能減少結算時浪費的時間。這是因為銷售時點情報系統（POS）所霸佔的空間較大，因此在同樣的運行速度下，自助结帐系统會比銷售時點情報系統處理更多顧客。自助结帐系统亦能給予顧客更多的私隱度，因為顧客無需要讓店員知道自己買了什麼。
而使用RFID的自助結帳系統，可以讓顧客一次完成所需商品的結帳，提升自助结帐的體驗，原理是以無線電波來讀取RFID標籤的資料，並且可搭配出口閘門的檢測，以檢查商品是否有完成結帳，以防止不小心漏結甚至偷竊行為的發生。此類方式需要在每一件商品上嵌入RFID標籤。採用例子有迪卡儂

### 零售商
在零售商方面，自助结帐系统能減少對職員的需求，而且其效率及所佔空間亦小得多。

## 缺點
由於較少的人員監督，自助结帐系统讓店舖盜竊發生得更頻繁，這是因為目前自助结帐技術，尚未能知道顧客手上究竟總共有多少貨品，以及那些貨品是什麼。例如，於2007年，一位男子被控訴將一部電視機的条形码以一張僅值$4.88的光碟的条形码取代，並嘗試利用自助结帐系统購買那部「僅值$4.88的電視機」。
根據2018年的報導，澳洲最大的兩家連鎖超市集團科尔斯超市和沃尔沃斯超市由於大量顧客在自助结帐時不誠實，每年損失10億澳洲元。在澳洲消費者權益組織「Canstar Blue」於2018年發表的一項調查裡，7%的受訪者承認在自助结帐時曾經故意不掃描（即是偷竊），9%的受訪者承認曾經拿較低價格的條碼掃描。在承認偷竊的受訪者裡，只有5%的人表示自己曾經被店方抓到。承認拿較低價格條碼掃描的人則有10%表示曾經被店方抓到。

### 解決方法
自助结帐系统可以使用自動裝袋、隔離領取、入出口設防盜門、重量偵測、機器視覺辨識、RFID標籤等技術方法解決因自助结帐所造成的失竊、漏結、高價品以低價結帳或因為操作失誤而讓客戶多付帳的問題，並減少因结帐而起的糾紛，有些自助结帐技術也會自動偵測商品的數量與品項等相關內容。

## 採用情形

### 台灣
- 家樂福大多數分店，由顧客掃描商品條碼的方式進行自助结帐
- 大潤發所有分店，由顧客掃描商品條碼的方式進行自助结帐
- 迪卡儂，採RFID式自助结帐

## 开放式系统
於2010年，政府正式公布开放源代码自我检查計劃。通过使用易于得到的硬件和开放源代码的软件，圖書館的自助结帐系统僅花費自助结帐系统商业版本的一成價錢，便能做到差不多的效果。其中一個例子為牛津大学使用的圖書館自助结算系统。該系統是基于Java开放源代码，並且合乎自由軟體授權條款GPLv3。

## 批评
於2009年12月，英国广播公司新闻報導指出，自助结帐收款机的辨認系統差劣，並且經常顯示出「錯誤的物品被放進在装袋区內」等錯誤的警告標示。另外一種主要批評就是關於其助長偷盜的設計。

## 另見
- 無人商店
- 自動販賣機